# زی‌لند، آلمان
شهر زی‌لند، آلمان (به آلمانی: Seeland, Germany) در ایالت زاکسن-آنهالت در کشور آلمان واقع شده‌است.